# Sabulodes arses
Sabulodes arses är en fjärilsart som beskrevs av Druce 1891. Sabulodes arses ingår i släktet Sabulodes och familjen mätare. Inga underarter finns listade.